# Obús de 203 mm M1931 (B-4)
El ̣M1931 (B-4) (en ruso: 203-мм гаубица обр. 1931 г. (Б-4): 203-мм гаубица обр. 1931 г. (Б-4), Denominación GRAU 52-G-625) era un obús remolcado soviético de 203 mm de alto poder que estuvo bajo el comando de la reserva estratégica Stavka durante la Segunda Guerra Mundial. Fue apodado por soldados alemanes como «la mandarria de Stalin». Estos cañones fueron utilizados con mucho éxito contra las fortificaciones finlandesas en la Línea Mannerheim, fortificaciones pesadas alemanas y en combate urbano para destruir edificios y búnkeres. Esta arma fue utilizada hasta el fin de la guerra en la Batalla de Berlín (1945) donde el Ejército Rojo movería estos obuses a muy corta distancia para despedazar las fortificaciones alemanas. En la primavera del 1944, se usó el chasis de un tanque KV-1S para crear una variante autopropulsada, el S-51. Pero el gran retroceso del cañón tiró a la tripulación de sus asientos, averió la transmisión y fue cancelado.
Con un ángulo de elevación de hasta 60 grados y 12 cargas propelentes para escoger, el B-4 virtualmente cumplió con todas las expectativas, capaz de destruir sus objetivos a través de una trayectoria de proyectil óptima.

## Historia

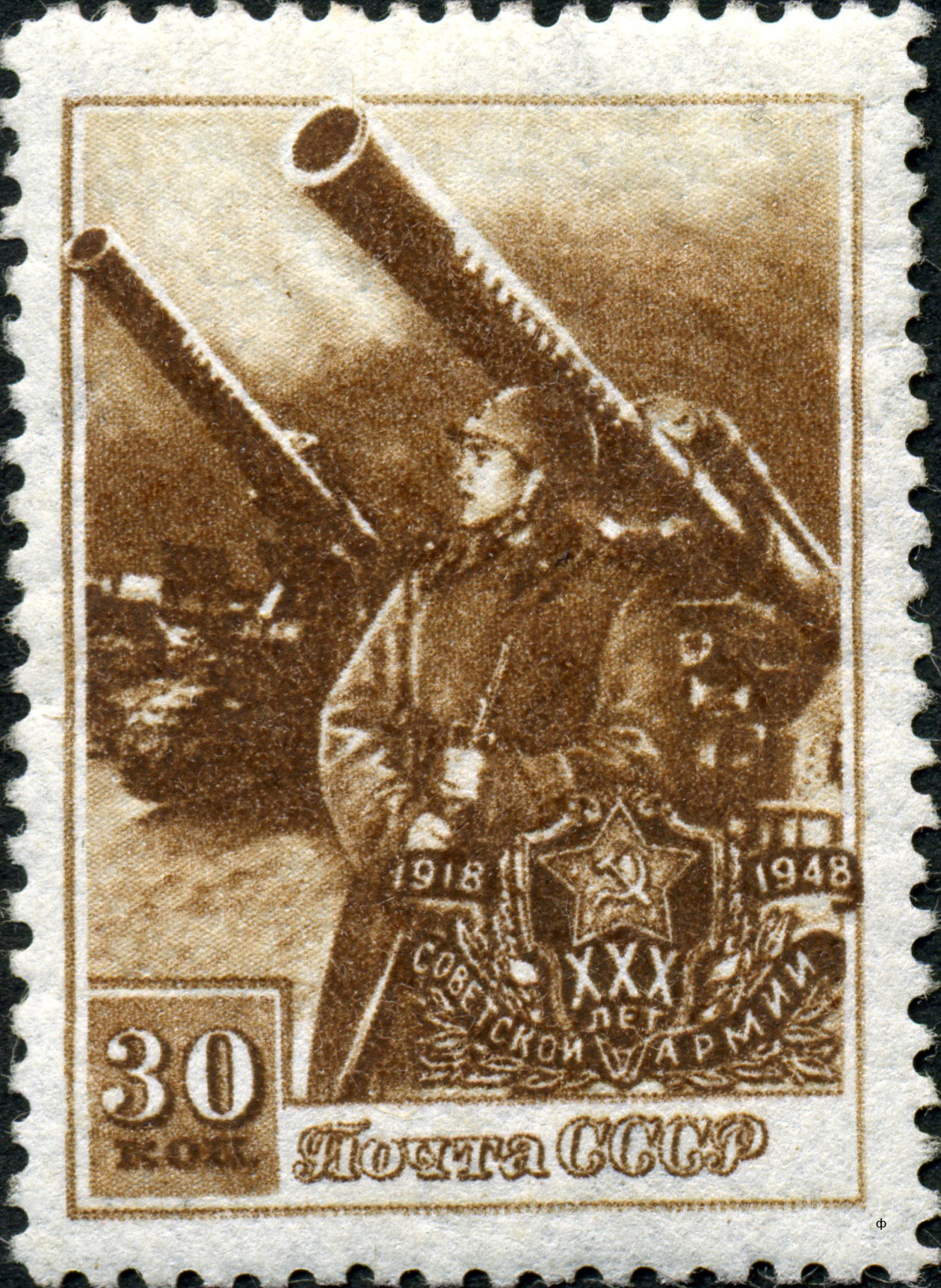
Artillería B-4 en un sello postal de la URSS que conmemora el 30.º aniversario del Ejército Rojo.

El Comité de Artillería de la Unión Soviética (conocido en forma abreviada como Artkom), entonces dirigido por R. A. Durlyakhov, estableció una oficina de diseño de artillería en noviembre de 1920, con Frantz Lender como líder. Esta oficina de diseño recibió el encargo de trabajar en «un obús de 203 mm de largo alcance» en enero de 1926, con el Artkom emitiendo una resolución el 11 de diciembre de 1926 para «confiar a la oficina de diseño de Artkom el diseño de un obús de 203 mm de largo alcance en un plazo de 46 meses».  La planta bolchevique (ahora planta estatal de Obukhov) asumió el control después de la muerte de Lender en 1927, con la oficina de diseño de Artkom encargada de diseñar cañones universales de 122 mm y cañones de 203/152 mm como se especifica en la Carta N.º 51255/12Ya5.
El obús de 203 mm se presentó en dos variantes, una con y otra sin freno de boca. Por lo demás, las dos armas eran idénticas entre sí. Finalmente se dio preferencia a la variante sin freno con dibujos técnicos de la oficina de diseño de Artkom, y un carro con orugas (una variante común en las piezas pesadas de artillería soviética) de la planta bolchevique. El primer prototipo de obús B-4 se fabricó en la planta bolchevique a principios de 1931. Se realizaron pruebas de disparo de julio a agosto de 1931 con el objetivo de elegir los proyectiles adecuados para su uso por el B-4. El obús fue aceptado en servicio como obús de 203 mm modelo 1931 después de extensas pruebas de campo y combate en 1933.

## Producción
La producción del B-4 comenzó simultáneamente en dos fábricas, la Bolshevik Zavod - hoy Planta Estatal Obukhov - y la planta Barrikady (esta última ahora es Titan-Barrikady), y esta última experimentó serias dificultades de producción. Solo pudo preparar un solo obús para la entrega en 1933, pero la entrega no se realizó. Entregó sus dos primeros B-4 durante el primer semestre de 1934, entregando otros 13 hasta fin de año, tras lo cual la producción en la planta se detuvo hasta 1938. El motivo de la pausa, además de las dificultades antes mencionadas, fue un plan de cambio de la planta para la producción del cañón A-19 de 122 mm. A la planta bolchevique tampoco le fue muy bien, produciendo 104 obuses de 1932 a 1936 y 42 en 1937, lo que provocó que la producción volviera a Stalingrado. Allí se fabricaron 75 obuses en 1938, y el año siguiente llegarían a 181. La planta de Barrikady gestionó un lote de 165 piezas en 1940 y un lote adicional de 300 piezas en 1941. Los tres obuses finales se fabricaron en Stalingrado a partir de las reservas restantes. La planta Novokramatorsky Mashinostroitelny Zavod se incorporó a la producción en 1938/39, produciendo 49 obuses en 1938 con la Bolshevik Zavod, otros 48 en 1939, tres en 1940 y 26 en 1941. De los 326 obuses B-4 fabricados en 1941, 221 se entregaron en el primera mitad de 1941, con la producción en serie que finalizó en octubre de 1941, cuando se entregaron los últimos nueve obuses.
Se fabricaron un total de 1011 obuses B-4 entre 1932 y 1942.
Los planos del B-4 diferían de una planta a otra, con sus propias modificaciones para facilitar la producción en serie. Como resultado, a pesar de llevar la designación común de B-4, había prácticamente dos modelos diferentes de obuses en servicio práctico. Los planos no se unificaron hasta 1937, cuando se cambiaron los diseños de las piezas individuales y los diseños de ensamblaje, luego ya probados tanto en producción como en ensayos. La única innovación fue el carro de orugas, que permitía disparar directamente desde el suelo sin ningún tipo de plataforma especial, a diferencia de muchas armas similares. Las orugas también se utilizaron porque los soviéticos habían invertido mucho en fábricas de tractores durante las décadas de 1920 y 1930, lo que hizo que el uso de orugas fuera una opción de transporte obvia y económica. Los intentos de unificar completamente la producción de obuses entre la planta Bolchevique y la planta de Barrikady fracasaron.
Se planearon 36 obuses B-4 para los 17 regimientos de artillería de obuses de acuerdo con el plan de movilización aprobado de agosto de 1939, junto con 1374 hombres asignados a cada regimiento. A 13 de estos regimientos se les asignarían dos obuses en lugar de uno.
La necesidad total de obuses, en 612 unidades, no se cubrió por completo hasta junio de 1941, cuando se pusieron en servicio 849 B-4 en el Ejército Rojo. Para cubrir las pérdidas durante la guerra, se planeó la producción de otras 571 unidades.

## Historia operacional
El B-4 participó en la Guerra del Invierno, con 142 obuses colocados a lo largo del frente el 1 de marzo de 1940, de los cuales cuatro fueron destruidos. El B-4 también fue llamado el «Escultor de Karelia», ya que los fortines finlandeses se convirtieron virtualmente en una mezcolanza de trozos de hormigón y armaduras de hierro.
Veintitrés B-4 fueron capturados por la 11.ª División Panzer alemana cuando la ciudad de Dubno fue capturada por la noche el 25 de junio de 1941.
Se perdieron un total de 75 obuses B-4 desde el 22 de junio hasta el 1 de diciembre de 1941, y se construyeron 105 obuses más en las fábricas para compensar la pérdida. Después del inicio de la Gran Guerra patria, los Regimientos de Obuses fueron evacuados a la retaguardia para protegerse, y solo regresaron el 19 de noviembre de 1942 cuando los soviéticos recuperaron la iniciativa estratégica. Estos obuses todavía se colocarían en la reserva estratégica hasta el final de la guerra.
Los B-4 capturados utilizados por la Wehrmacht recibieron la designación de 20,3 cm H.503 (r), de los cuales 8 piezas permanecieron en el frente oriental en marzo de 1944, disparando una mezcla de G-620 destructor de hormigón y proyectiles alemanes.
Las tripulaciones de los obuses B-4 no recibieron instrucciones sobre el disparo directo contra objetivos visibles, sin embargo, el Capitán Ivan Vedmedenko recibió el título de Héroe de la Unión Soviética por sus acciones de disparo directo contra enemigos.
El prototipo SU-14 también montaba un B-4.

## Munición
El B-4 tenía una carga propelente de carga separada, con disposiciones para usar cargas completas o de 11 tipos. El peso variaba desde 3,24 kg hasta 15-15,5 kg. El B-4 puede disparar proyectiles destructores de búnkeres F-265 (con tapón roscado) o F-625D de alto explosivo o G-620/G-620T de 100 a 146 kg de peso, así como proyectiles atómicos con un alcance de 18 km todavía en servicio hoy.
La velocidad de salida varió de 288 a 607 m/s para los proyectiles de alto explosivo dependiendo del peso de la carga propelente, mientras que los proyectiles destructores de búnkeres se hicieron para disparar a 607 m/s.

## Operadores
- Cuba
- Unión Soviética
- ISIS